# Georges Delplanque
Pour les articles homonymes, voir Delplanque (homonymie).
 (mars 2022).
Georges Alfred Émile Delplanque, né le 13 juillet 1903 à Douai (Nord) et mort le 1999 à Ivry-sur-Seine, est un peintre français.
Peintre de tableaux de chevalet sur les thèmes du cirque, de la Bretagne ou de la banlieue parisienne, il est aussi l'auteur de peintures murales.

## Biographie
Georges Delplanque étudie à l’école des beaux-arts de Douai de 1918 à 1923, et présente sa première exposition en 1926.
En 1927, il est admis à l’École nationale supérieure des beaux-arts de Paris dans les ateliers des peintres Lucien Simon et Louis-François Biloul. L'année suivante, il obtient le prix Gaudrier.
En 1929, il présente au Salon des artistes français les toiles Nu (étude) et Rue de l'abreuvoir à Semur-en-Auxois.
Il se marie en 1936 avec l’institutrice Marie Nicol qui deviendra directrice de la maternelle Barbusse à Ivry-sur-Seine. En 1938, il réalise des peintures murales à l’école Barbusse. La même année, il s’installe à Ivry avec son épouse où il résidera 22 ans.
Ami du sculpteur Jean Graves, des peintres Gustave Hervigo et Louis-Édouard Toulet, il est, en 1954, l'un des fondateurs, avec Andrée Bordeaux-Le Pecq et Lilas-Bug, entre autres peintres et sculpteurs, du Salon Comparaisons.

## Œuvres
- Douai, lycée de garçons : peintures murales, 1958, avec Albert Bouquillon, Robert Bouquillon, Émile Morlaix et Binet[4].
- Gray, musée Baron-Martin : La Grève rose, 1976, huile sur toile, dépôt du Fonds national d'Art contemporain.
- Ivry-sur-Seine :
  - groupe scolaire Henri-Barbusse, 1938.
  - école Maurice-Thorez : Le Monde merveilleux, 1959, peinture murale, œuvre disparue.
- Paris :
  - église Saint-Ferdinand-des-Ternes, 1945.
  - maison de la Mutualité, 1956.

## Récompenses
- 1957 : prix Puvis de Chavannes.